# Eten
Etén, tudi etilén, je nenasičen acikličen ogljikovodik z eno dvojno vezjo (alken) in kemijsko formulo C2H4. Pri normalnih pogojih je brezbarven vnetljiv plin s sladkobnim vojnem.
Proizvaja se s parnim krekingom različnih višjih ogljikovodikov: v Evropi in Aziji predvsem iz nafte in plinskega olja, v ZDA, Kanadi in na Bližnjem vzhodu pa tudi iz etana, propana in utekočinjenega naftnega plina.
Eten je najbolj proizvajana organska spojina, ki je osnova za sintezo primarnih in sekundarnih proizvodov, kot so polietilen, etilen oksid, stiren in  α-alkeni. Rastline, na primer japonski rdeči bor (Pinus densiflora), oddajajo eten kot pomemben fitohormon. 

## Zgodovina
Mnogo geologov in znanstvenikov je prepričanih, da je transu podobna stanja v slavnem grškem Pitijinem preročišču Delfi povzročal ravno eten, ki je uhajal iz zemeljskih razpok.
Eten je odkril avstrijski zdravnik in alkimist Johann Joachim Becher med segrevanjem etanola z žveplovo kislino. Plin je omenil v svojem delu  Physica Subterranea (1669). Plin je omenil tudi Joseph Priestley v svojih Experiments and observations relating to the various branches of natural philosophy: with a continuation of the observations on air (1779) (Poskusi in opazovanja, povezana z različnimi vejami naravne filozofije, z nadaljevanjem o opazovanju zraka), v katerih poroča, da je Jan Ingenhousz videl, kako je plin na enak način sintetiziral gospod Enée v Amsterdamu leta 1777, in ga kasneje na enak način pridobil tudi sam.
Lastnosti etena so leta 1795 preučevali kar štirje nizozemski kemiki: Johann Rudolph Deimann, Adrien Paets van Troostwyck, Anthoni Lauwerenburgh in Nicolas Bondt in ugotovili, da se razlikuje od vodika in da poleg vodika vsebuje tudi ogljik. Ugotovili so tudi, da se lahko spaja s klorom, pri čemer nastane olje nizozemskih kemikov (1,2-dikloroetan). Po tem odkritju je plin dobil ime olefinski plin - plin, ki tvori olje.
Sredi 19. stoletja so začeli imenom molekul in njihovih delov, ki so po kemijski spremembi vsebovali en vodikov atom manj kot pred njo, dodajati obrazilo –en (starogrški koren, ki se je dodajal na konec ženskih imen in pomeni »hčerka (od)«). Etilen (C2H4) je bil »hčerka etila« (C2H5). Ime se je začelo uporabljati že leta 1852. 
Leta 1866 je nemški kemik August Wilhelm von Hofmann   predlagal sistem poimenovanja ogljikovodikov, v katerem so obrazila -an, -en, -in, -on in –un pomenila, da imajo spojine 0, 2, 4, 6 ali 8 vodikovih atomov manj kot njihovi starševski alkani. Etilen se je skladno s tem predlogom preimenoval v eten. Hofmannov sistem je postal osnova Ženevske nomenklature, ki so jo odobrili na Mednarodnem kongresu kemikov leta 1892, in kasneje jedro nomenkleture IUPAC. Ime etilen se je do takrat že tako globoko zakoreninilo, da se uporablja še danes, predvsem v kemični industriji. 
Leta 1979 so pravila IUPAC za poimenovanje spojin naredila izjemo in za eten obdržala nesistematsko ime etilen.  Odločitev so leta 1993 preklicali, tako da je njegovo sedaj veljavno ime eten.

## Zgradba in lastnosti
Eten ima dva ogljikova atoma, povezana z dvojni vezjo. Nanju sta vezana po dva vodikova atoma. Vseh šest atomov leži v isti ravnini. Kot med atomi H-C-H je 117°, kar je zelo blizu kotu 120° za idealen sp2 hibridiziran ogljik. Molekula je tudi relativno toga, ker rotacijo okoli vezi C-C pogojuje energijsko zelo zahtevna prekinitev π vezi. 
π vez v molekuli etena je po drugi strani odgovorna tudi za njegovo veliko reaktivnost. Dvojna vez je namreč področje velike elektronske gostote in je zato dojemljiva za napad elektrofilov. Mnogo reakcij etena katalizirajo prehodne kovine, ki se prehodno vežejo na eten tako preko π kot π*  orbital.
Molekula etena je zaradi svoje majhnosti spektroskopsko zanimiva in se zato v UV-vidnem delu spektra svetlobe še vedno uporablja za preverjanje teoretičnih metod.
Eten je ligand v organokovinski kemiji. Ena od prvih organokovinskih spojin je etenov kompleks Zeisejeva sol. Med reagenti, k vsebujejo eten, sta tudi Pt(PPh3)2(C2H4) in Rh2Cl2(C2H4)4. Z rodijem katalizirano hidroformiliranje etena se izvaja v industrijskem obsegu za proizvodnjo propanala.

## Uporaba
Glavne industrijske reakcije, razdeljene po pomembnosti, so: polimerizacija, oksidacija, halogeniranje, hidrohalogeniranje, alkiliranje, hidriranje, oligomerizacija in hidroformiliranje. V Evropi in ZDA se približno 90 % etena porabi za proizvodnjo etilenoksida, dikloroetena, etilbenzena in polietilena.

### Polimerizacija
Eten pod visokim tlakom s pomočjo Zieglerjevih katalizatorjev polimerizira po radikalskem mehanizmu v polietilen:
{\displaystyle \mathrm {n\ CH_{2}{=}CH_{2}\longrightarrow [-CH_{2}{-}CH_{2}-]_{n}} }
Za polietilen se porabi polovica svetovne proizvodnje etena. Polietilen je najbolj razširjena plastika na svetu, ki se uporablja predvsem za proizvodnjo folij, vrečk za pakiranje in vreč za smeti. Linearni α-alkeni, ki se proizvajajo z oligomerizacijo (tvorba polimerov s kratkimi verigami), se uporabljajo kot surovine za druge proizvode, pralna sredstva, mehčala, sintetična maziva, aditivi in kopolimeri.
Eten reagira tudi z drugimi monomeri in tvori kopolimere s tetrafluoroetenom, propenom ali propenom in butadienom. Slednji kopolimer je etilensko-propilensko-butadienski kavčuk.

### Oksidacija
Z oksidacijo etena nastane etileonoksid, ki je ključna surovina za proizvodnjo površinsko aktivnih sredstev in detergentov z etoksilacijo:
{\displaystyle \mathrm {2\ C_{2}H_{4}+O_{2}\longrightarrow 2\ C_{2}H_{4}O} }
S hidrolizo etilenoksida lahko nastanejo etilen glikol, ki se uporablja kot hladilno sredstvo za avtomobilske motorje (antifriz), višji glikoli, glikol etri in polietilen tereftalat. 
S katalitsko oksidacijo s paladijem nastane acetaldehid. Po tem postopku se proizvede približno 10.000 ton acetaldehida letno.

### Halogeniranje in hidrohalogeniranje
Halogeniranje in hidrohalogeniranje sta adiciji halogena oziroma vodikovega halogenida na dvojno vez:
{\displaystyle \mathrm {C_{2}H_{4}+X_{2}\longrightarrow CH_{2}X-CH_{2}X} }
{\displaystyle \mathrm {C_{2}H_{4}+HX\longrightarrow CH_{3}-CH_{2}X} }
X je halogen. Najpomembnejši produkti obeh reakcij so etilendiklorid, etil klorid in etilen dibromid. V to skupino produktov spadajo tudi polivinilklorid, trikloroetan, perkloroetilen, metil kloroform, poliviniliden klorid in kopolimeri in etil bromid.

### Alkiliranje
Najpomembnejši produkt alkilacije z etenom je etilbenzen, predhodnik stirena:
{\displaystyle \mathrm {C_{6}H_{6}+CH_{2}{=}CH_{2}\longrightarrow C_{6}H_{5}{-}CH_{2}{-}CH_{3}} }
Večina stirena se porabi za sintezo polistirena, iz katerega se izdeluje predvsem embalaža in izolacijske plošče (stiropor), in kopolimera stiren-butadien, iz katerega se izdelujejo avtomobilske pnevmatike in obutev. Manjše količine se porabijo tudi za druge proizvode.

### Hidroformiliranje
Hidroformiliranje ali okso reakcija etena daje propanal (propionaldehid), ki je predhodnik propanojske kisline in 1-propanola:
{\displaystyle \mathrm {CH_{2}{=}CH_{2}+CO+H_{2}\longrightarrow C_{2}H_{5}{-}CHO} }

### Hidriranje
Hidriranje ali adicija vode je glavni nefermentacijski postopek za proizvodnjo etanola:
{\displaystyle \mathrm {CH_{2}{=}CH_{2}+H_{2}O\longrightarrow C_{2}H_{5}{-}OH} }
Po izvirnem postopku se eten najprej pretvori v dietil sulfat, temu pa sledi hidroliza. Postopek je sredi 1990. let zamenjalo neposredno hidriranje na trdnih kislih katalizatorjih.

### Dimerizacija v n-butene
Eten lahko dimerizira v but-1-en in but-2-en: 
{\displaystyle \mathrm {4\ CH{=}CH_{2}\longrightarrow CH_{3}{-}CH_{2}{-}CH{=}CH_{2}+CH_{3}{-}CH{=}CH{-}CH_{3}} }
V industrijskih procesih nastaja zmes obeh izomerov. V Lummusovem postopku prevladuje but-2-en, v IFP postopku pa but-1-en.

### Drugo
Eten se v zmesi 85 vol. % etena in 15 vol. % lahko uporabi kot anestetik. Uporablja se tudi kot sredstvo za pospeševanja zorenja sadja in plin za varjenje.

## Proizvodnja
Svetovna proizvodnja etena je leta 2005 znašala 107 milijonov ton, leta 2006 109 milijonov ton, leta 2010 138 milijonov ton in leta 2011 141 milijonov ton. Leta 2010 je eten proizvajalo najmanj 117 podjetij v 55 državah. Potrebe po etenu še vedno naraščajo, zato se gradijo nove tovarne, predvsem na Srednjem vzhodu in Kitajskem.
Proizvaja se s parnim krekiranjem. V proces vstopajo lahki tekoči ogljikovodiki, ki se segrejejo na 750-950 °C. Pri teh temperaturah se sprožijo številne radikalske reakcije, ki se jih ustavi z zelo hitim ohlajanjem. Proces razcepi velike ogljikovodike v majhne in povzroči nenasičenost. Eten se iz reakcijske zmesi loči z večkratnim komprimiranjem in destilacijo. Soroden postopek, ki se izvaja v rafinerijah nafte, je krekiranje težkih ogljikovodikov na zeolitskih katalizatorjih.

### Laboratorijska sinteza
Eten se v laboratoriju lahko pripravi na dva načina: z dehidracijo etanola z žveplovo kislino ali v plinski fazi z aluminijevim oksidom. Uporablja se zelo redko, zato se običajno ne sintetizira, ampak kupuje.

## Varnost
Eten je dušljiv in zelo lahko vnetljiv plin, ki z zrakom tvori eksplozivne zmesi, zato se mora skladiščiti v zračnem in suhem prostoru brez virov gorenja in iskrenja. 
Vdihavanje etena povzroči omotičnost in zadušitev. Pri višjih koncentracijah je dražilen. Ukrepi za prvo pomoč so svež zrak, umetno dihanje in zdravniška pomoč. 
Tekoč eten v stiku s kožo in očmi povzroči opekline, rane in/ali ozebline. 
Za gašenje manjših požarov se lahko uporabita CO2 ali prah, za večje požare pa razpršena voda ali vodna megla. 